# Малиновский, Иван Степанович
Иван Степанович Малиновский (5 марта 1909 год, деревня Витовка — 25 августа 2007 год, Минск) — машинист турбины Минской ТЭЦ № 3 Министерства энергетики и электрификации СССР. Герой Социалистического Труда (1962).

## Биография
Родился в 1909 году в деревне Витовка. Окончил первый класс церковноприходской школы. С 1926 года трудился сезонным разнорабочим на железнодорожной станции Фаниполь, кирпичном заводе, станции Минск. Был инструктором на одной из МТС. Проходил срочную службу в Красной Армии. В октябре 1934 года в составе первого белорусского отряда строителей из сорока пяти добровольцев отправился на строительство Комсомольска-на-Амуре. Работал плотником, машинистом турбины электростанции. В 1947 году ему было присвоено звание «Почётный строитель Комсомольска-на-Амуре». В 1948 году возвратился в Белоруссию, где работал на стройке Минской ТЭЦ № 3. Участвовал в монтаже первой турбины, потом трудился машинистом.
Вносил различные рационализаторские предложения. Был инициатором перехода на расширенный метод обслуживания турбин электростанции, в результате чего значительно возросла производительность труда и сократился обслуживающий персонал. После внедрения этой формы работы две турбины стали обслуживать два машиниста. Указом Президиума Верховного Совета СССР от 20 сентября 1962 года за выдающиеся производственные успехи, достигнутые в области сооружения тепловых электростанций, производстве и освоении новых энергетических агрегатов удостоен звания Героя Социалистического Труда с вручением ордена Ленина и золотой медали «Серп и Молот».
С 1972 года трудился машинистом компрессорной станции.
После выхода на пенсию продолжал трудиться в одном из конструкторских бюро в Минске.
Скончался в 2007 году.